# Gimnasia en los Juegos Olímpicos de Londres 2012 – Salto de potro masculino
El evento de salto de potro masculino de gimnasia artística en los Juegos Olímpicos de Londres 2012 tomó lugar el 6 de agosto en el North Greenwich Arena.

## Horario
La hora está en Tiempo británico (UTC+1)
| Fecha                      | Tiempo | Ronda   |
| -------------------------- | ------ | ------- |
| Lunes, 6 de agosto de 2012 | 14:00  | Finales |

## Clasificación

### Equipos calificados
| Posición | Gimnasta                       | Potro 1 | Potro 1 | Potro 1   | Potro 1      | Potro 2 | Potro 2 | Potro 2   | Potro 2      | Total  | Notas |
| Posición | Gimnasta                       | Pts D   | Pts E   | Penalidad | Pts de potro | Pts D   | Pts E   | Penalidad | Pts de potro | Total  | Notas |
| -------- | ------------------------------ | ------- | ------- | --------- | ------------ | ------- | ------- | --------- | ------------ | ------ | ----- |
| 1        | Denis Ablyazin (RUS)           | 7.000   | 9.300   |           | 16.300       | 7.200   | 9.233   |           | 16.433       | 16.366 | Q     |
| 2        | Yang Hak-Seon (KOR)            | 7.000   | 9.233   |           | 16.233       | 7.000   | 9.433   |           | 16.433       | 16.333 | Q     |
| 3        | Tomás González (CHI)           | 7.000   | 9.433   |           | 16.433       | 6.600   | 9.366   | 0.1       | 15.866       | 16.149 | Q     |
| 4        | Samuel Mikulak (USA)           | 7.000   | 9.300   |           | 16.300       | 6.600   | 9.266   |           | 15.866       | 16.083 | Q     |
| 5        | Kristian Thomas (GBR)          | 7.000   | 9.300   | 0.1       | 16.200       | 6.600   | 9.166   |           | 15.766       | 15.983 | Q     |
| 6        | Flavius Koczi (ROM)            | 7.000   | 9.166   | 0.1       | 16.066       | 7.000   | 8.933   | 0.1       | 15.833       | 15.949 | Q     |
| 7        | Isaac Botella (ESP)            | 6.600   | 9.266   |           | 15.866       | 6.600   | 9.200   |           | 15.800       | 15.833 | Q     |
| 8        | Igor Radivilov (UKR)           | 7.000   | 9.266   |           | 16.266       | 7.000   | 8.633   | 0.3       | 15.333       | 15.799 | Q     |
| 9        | Dzmitry Kaspiarovich (BLR)     | 7.000   | 9.333   |           | 16.333       | 7.000   | 8.300   | 0.3       | 15.000       | 15.666 | R     |
| 10       | Matteo Angioletti (ITA)        | 7.000   | 8.866   | 0.3       | 15.566       | 6.600   | 9.000   |           | 15.600       | 15.583 | R     |
| 11       | Oleg Verniaiev (UKR)           | 7.000   | 9.333   |           | 16.333       | 6.600   | 8.466   | 0.3       | 14.766       | 15.549 | R     |
| 12       | Mohamed Sherif Elsaharty (EGY) | 6.200   | 9.266   |           | 15.466       | 6.200   | 9.300   |           | 15.500       | 15.483 |       |
| 13       | Shek Wai Hung (HKG)            | 6.600   | 8.400   | 0.1       | 14.900       | 7.000   | 9.033   |           | 16.033       | 15.466 |       |
| 14       | Jacob Dalton (USA)             | 7.000   | 9.200   | 0.3       | 15.900       | 6.600   | 8.266   | 0.1       | 14.766       | 15.333 |       |
| 15       | Artur Davtyan (ARM)            | 6.200   | 8.266   | 0.3       | 14.166       | 6.200   | 9.300   |           | 15.500       | 14.833 |       |
| 16       | Kim Soo-Myun (KOR)             | 6.600   | 9.066   |           | 15.666       | 4.200   | 8.958   |           | 13.158       | 14.412 |       |
| 17       | Koji Yamamuro (JPN)            | 7.000   | 8.633   | 0.3       | 15.333       | 4.200   | 9.000   |           | 13.200       | 14.266 |       |

### Final
| Posición          | Gimnasta              | Potro 1 | Potro 1 | Potro 1   | Potro 1      | Potro 2 | Potro 2 | Potro 2   | Potro 2      | Total  |
| Posición          | Gimnasta              | Pts D   | Pts E   | Penalidad | Pts de potro | Pts D   | Pts E   | Penalidad | Pts de potro | Total  |
| ----------------- | --------------------- | ------- | ------- | --------- | ------------ | ------- | ------- | --------- | ------------ | ------ |
| Medalla de oro    | Yang Hak-Seon (KOR)   | 7.400   | 9.066   |           | 16.466       | 7.000   | 9.600   |           | 16.600       | 16.533 |
| Medalla de plata  | Denis Ablyazin (RUS)  | 7.000   | 9.433   |           | 16.433       | 7.200   | 9.166   |           | 16.366       | 16.399 |
| Medalla de bronce | Igor Radivilov (UKR)  | 7.000   | 9.400   |           | 16.400       | 7.000   | 9.233   |           | 16.233       | 16.316 |
| 4                 | Tomás González (CHI)  | 7.000   | 9.400   |           | 16.400       | 6.600   | 9.366   |           | 15.966       | 16.183 |
| 5                 | Samuel Mikulak (USA)  | 7.000   | 9.100   |           | 16.100       | 6.600   | 9.400   |           | 16.000       | 16.050 |
| 6                 | Isaac Botella (ESP)   | 6.600   | 9.300   |           | 15.900       | 6.600   | 9.233   |           | 15.833       | 15.866 |
| 7                 | Flavius Koczi (ROU)   | 7.000   | 9.200   | 0.1       | 16.100       | 6.200   | 9.066   | 0.1       | 15.166       | 15.633 |
| 8                 | Kristian Thomas (GBR) | 7.000   | 9.366   |           | 16.366       | 6.600   | 8.200   |           | 14.700       | 15.533 |